# Immanuel Johann Gerhard Scheller
Immanuel Johann Gerhard Scheller, född den 22 mars 1735 i Ihlow (Fläming) i dåvarande Kurfurstendömet Sachsen, död den 5 juli 1803 i Brieg, Schlesien, var en tysk klassisk filolog och lexikograf.
Scheller, som var rektor vid gymnasiet i Brieg, utgav bland annat de mycket spridda Ausführliches lateinisch-deutsches und deutsch-lateinisches Wörterbuch (3 band, 1783–84; 3:e upplagan, 7 band, 1804–05) samt Lateinisch-deutsches und deutsch-lateinisches Handlexikon (2 band, 1792). Det sistnämnda utgick, i omarbetning av Lünemann och Georges, långt fram i tiden i nya upplagor (utgavs på svenska 1828).